# Doraemon: Nobita no uchū kaitakushi
Série
Doraemon: Nobita no kyōryū
(1980) Doraemon: Nobita no daimakyō
(1982)
Pour plus de détails, voir Fiche technique et Distribution.
Doraemon: Nobita no uchū kaitakushi (ドラえもん のび太の宇宙開拓史, littéralement « Doraemon : L'Histoire de l'exploration spatiale de Nobita ») est un film japonais réalisé par Hideo Nishimaki, sorti en 1981.

## Synopsis
Nobita et Doraemon rencontrent Chammy, un lapin d'un univers parallèle qui les mène à Lopplc et Morina qui se sont enfuis de leur planète, Koya Koya, à la suite de sa destruction.

## Fiche technique
- Titre : Doraemon: Nobita no uchū kaitakushi
- Titre original : ドラえもん のび太の宇宙開拓史
- Titre anglais : Doraemon: The Records of Nobita, Spaceblazer
- Réalisation : Hideo Nishimaki
- Scénario : Fujiko F. Fujio d'après son manga
- Musique : Shunsuke Kikuchi
- Photographie : Akitarō Daichi et Akihiko Takahashi
- Montage : Kazuo Inoue et Seiji Morita
- Production : Souichi Besshi et Tetsuo Kanno
- Société de production : Asatsu, Fujiko Productions, Shin-Ei Animation, Shōgakukan et TV Asahi
- Pays :  Japon
- Genre : Animation, aventure et science-fiction
- Durée : 91 minutes[1]
- Dates de sortie : 
  - Japon : 14 mars 1981[1]
  - France : 3 avril 1981[réf. nécessaire]

## Doublage
- Nobuyo Ōyama : Doraemon
- Noriko Ohara : Nobita Nobi
- Michiko Nomura : Shizuka Minamoto
- Kaneta Kimotsuki : Suneo Honegawa
- Kazuya Tatekabe : Takeshi Goda

## Box-office
Le film a rapporté 27,3 millions de dollars au box-office.